# Arnaud Hauchard
Arnaud Hauchard (Rouen, 15 novembre 1971) è uno scacchista francese, grande maestro.
Ha giocato nella nazionale francese al Campionato europeo a squadre di scacchi nel 1992 e 1997 e alle olimpiadi degli scacchi del 1998 e 2000. Nel torneo open di Úbeda del 2000 ha pareggiato per la seconda-decima posizione con Vadim Zvjagincev, Sergey Dolmatov, Alexander Motylev, Alexander Grischuk, Maxim Turov, Nukhim Rashkovsky, Jiri Stocek e Valeri Yandemirov. Nel 2000 ha anche ottenuto il titolo di grande maestro. Nel maggio 2010 il suo Elo FIDE era di 2526.
Nel marzo del 2011 è stato squalificato a seguito di un episodio di cheating avvenuto durante le Olimpiadi degli scacchi del 2010. 
La sospensione è stata revocata da un tribunale civile francese per questioni tecniche, ma nel luglio 2012 la commissione etica della FIDE si è pronunciata sulla vicenda squalificandolo per tre anni, a partire dal 1º agosto 2012, da tutti gli eventi scacchistici della federazione internazionale.